# Миодраг Којадиновић
Миодраг Којадиновић (Неготин, 1961) српско-канадски је песник, лингвиста, приповедач, преводилац и теоретичар рода и полности.

## Образовање
Школовао се и бавио истраживачким радом из области лингвистике, књижевне теорије, студија рода, пола и сексуалности и антропологије у Србији, Канади, Холандији, Мађарској и Норвешкој. Од 2005. године предаје у јужној Кини, где је такође познат и у кинеској варијанти свог имена — 妙讜 (традиционално писмо) тј 妙谠 (упрошћено писмо мандаринског језика, изговор: Мјаоданг, значење: Племенити Саветник), и то прво на Универзитету Гуангси (广西大学; Guangxi University) у Аутономној регији Гуангси-Џуанг, кратко на Диоцезанском колеџу св. Јосифа у Макау, а последњих година у Гуангџоуу (у провинцији Гуангдунг), прво на Универзитету Сун Јат-сен и од 2013. на Гуангџоуском универзитету.
Пре посвећивања истраживачком и предавачком раду, био је преводилац неколико амбасада, писао колумне и литерарну, позоришну и филмску критику у Канади и Сједињеним Државама, а краће време је био један од водитеља недељне радио емисије на енглеском у Амстердаму.

## Књижевни рад
Пише на енглеском, српском, холандском и француском и преводио је између тих језика. Објавио је збирку прича о (не)разумевању између Кине и остатка света у нешто више од једног века непосредно пре боксерског устанка до 2010.их година Under Thunderous Skies: Eight Tales of China Meeting Non-China (Хонгконг 2015),, збирку прича Érotiques Suprèmes (Сједињене Државе 2015), која је добила награду Lammy, уредио Читанку истополних студија (Србија 2001), сауредио Neverending Tales (САД 2013) и превео више књига, између осталог римовану поезију са енглеског на српски.
Појединачне текстове или групе песама објављивао је у Сједињеним Државама, Србији (на српском и мађарском), Канади, Индији, Русији, Холандији (на холандском, фризијском и енглеском), Шкотској, Словенији, Шпанији, Црној Гори, Израелу, Енглеској, Кини, Аустралији, Аустрији, Немачкој, Макау, Хрватској...
Био је гост на резиденцијама за писце у Макау 2012. године (пошто је победио на тројезичном такмичењу за писце прича о том граду-аутономној регији), у Сплиту 2010. и Софији 2017. (обе организоване од стране асоцијације Традуки), а 2023. у Нанкингу, УНЕСКО граду литературе.

## Визуелне уметности
Његов живот међу државама и културама је тема кратког документарног филма „Double Exit”, којим је режисерка Ким Мејер (Meijer) магистрирала на Високој школи за медијалну уметност у Утрехту, и који је као део омнибуса о светским мигрантима приказан на Међународном фестивалу документарног филма (International Documentary Filmfestival Amsterdam) у Амстердаму 1996. године, као и на фестивалима у Будимпешти и Београду. Такође се појављује у још пар кратких документараца о међукултурној комуникацији (снимљених у Канади, Турској и Летонији) а у камео улози и у две епизоде комерцијалних северноамеричких ТV серија.
Његове фотографије су излагане у Сједињеним Државама, Србији, Хрватској, Кини, као и објављиване у часописима и на интернету.

## Одабрана дела
- Aутор
  - Kojadinović, Miodrag (2015). Under Thunderous Skies: Eight Tales of China Meeting Non-China. Earnshaw Books. ISBN 9789888273331. OCLC 926101535.
  - Kojadinović, Miodrag (2015). Érotiques Suprèmes. Choose the Sword Press. ISBN 9780692516690.
  - Kojadinović, Miodrag (2001). Čitanka istopolnih studija. Program istopolnih studija. ISBN 9788690260515.
  - Kojadinović, Miodrag (1997). Liefdespijn - Geen Medicijn: Chagrin d'amour durera toute la vie, Utrecht University
  - Kojadinović, Miodrag (1996). 'Harder! Harder! - Un Cri PriMâLE, University of Amsterdam
- Сарадник
  - Footnote #1: A Literary Journal of History, USA, 2015  9780692479223
  - Tincture Journal, Issue Nine, Australia, Autumn 2015  9780987498380
  - das Letras, Rota, ур. (2013). Não há AMOR como o primeiro. PraiaGrande Edições. ISBN 9789996595028.
  - Script Road, The, ур. (2013). First Things First. PraiaGrande Edições. ISBN 9789996595011.
  - 雋文不朽, 澳門文學節, ур. (2013). 一生萬物. PraiaGrande Edições. ISBN 9789996595035.
  - Bozović, Gojko, ур. (2013). Priče o Savamali. Arhipelag. ISBN 9788652300846.
  - Bobić, Mirjana, ур. (2011). Antidepresiv. Ganeša klub. ISBN 9788684371173.
  - Brown, Angela, ур. (2004). Mentsh. Alyson Publications. ISBN 9781555838508.
  - Sheppard, Simon, ур. (2000). Rough Stuff. Alyson Publications. ISBN 9781555835200.
  - Land, Kevin, ур. (2000). Unlimited Desires. BiPress. ISBN 9780953881604.
  - Hardeman, Rick, ур. (1998). Leuke Jongens, 2e druk. Prometheus. ISBN 9789057133114.
- Преводилац
  - Pessoa, Fernando (2004). Antinoj. Rende. ISBN 9788683897261.
  - Madaras, Lynda (Linda Maderas) (2005). Pažnja, dečaci rastu!. SIL. ISBN 9788683483440.
  - Grubanov, Ivan (2005). Visitor. Muzej savremene umetnosti, Beograd. ISBN 9788671012294.]